# حقل غاز كيش

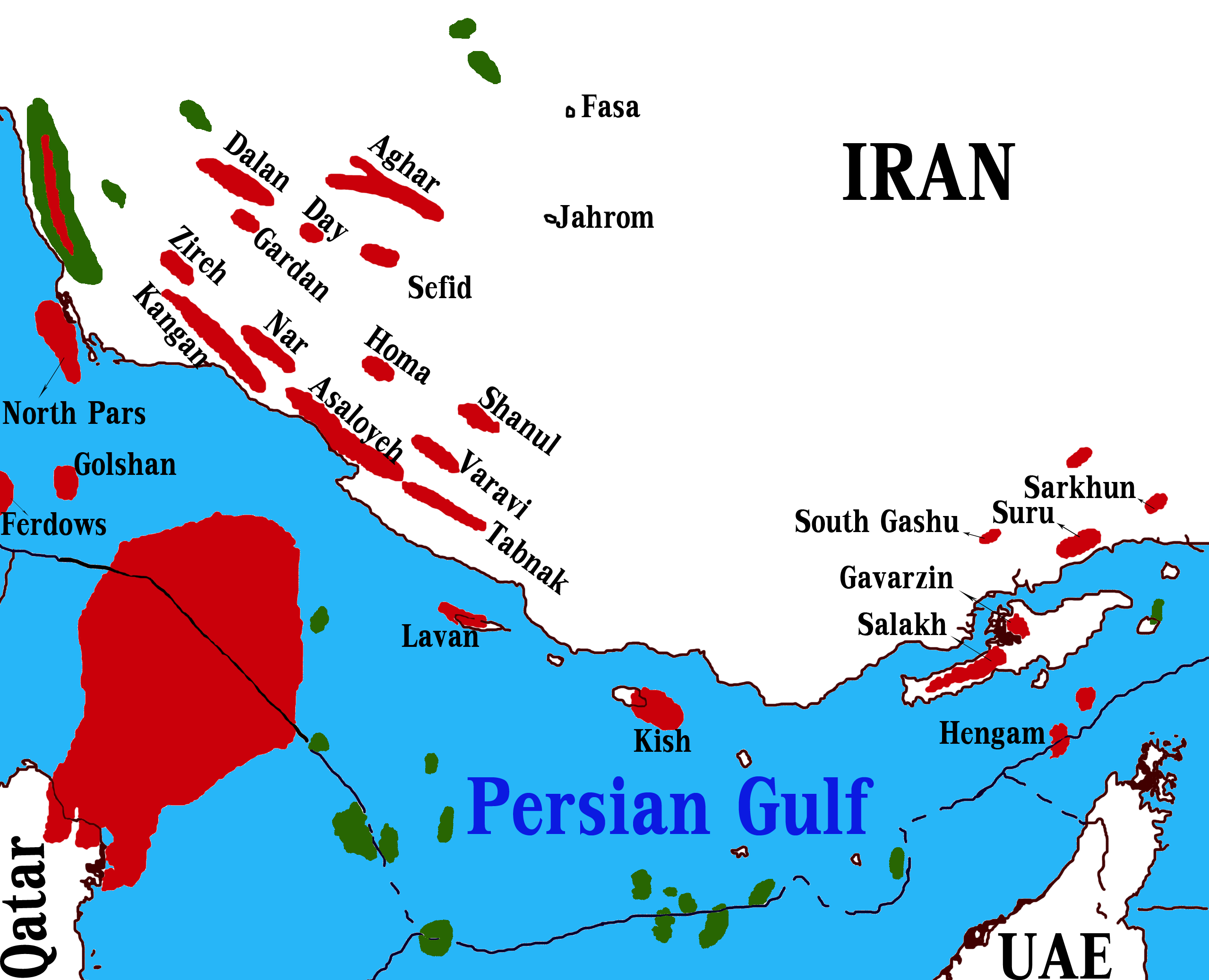
حقول الغاز الإيرانية

حقل غاز كيش (بالفارسية: میدان گازی کیش) حقل غاز عملاق بالقرب من جزيرة كيش في الخليج العربي. وهي واحدة من الاكتشافات الأخيرة للشركة الإيرانية التي اكتشفت في عام 2006 وتحمل 66 × 1012 قدم مكعب (1,900 كيلومتر مكعب) من الغاز في الموضع الذي 50 × 1012 قدم مكعب (1400 كيلومتر مكعب) منها قابلة للاسترداد.
كما يحتوي الحقل على ما لا يقل عن مليار برميل (160,000,000 م 3) من المكثفات التي يمكن على الأقل استرداد 331 مليون برميل (52,600,000 م 3) منها.
الغاز الحقل حلو، وإنه يحتوي على 50-80 PPM كبريتيد الهيدروجين. هذا الحقل لديه القدرة على إنتاج 4000 مليون متر مكعب من الغاز الطبيعي يوميا.
وفي فبراير 2010، وقع اتحاد إيراني برئاسة بنك ملت اتفاقا بقيمة 10 مليارات دولار مع شركة النفط الوطنية الإيرانية لتطوير حقل غاز كيش. وسوف ينتج حقل الغاز 85 مليون متر مكعب من الغاز الطبيعي يوميا.